# Brasserie d'Aying
La Brauerei Aying Franz Inselkammer KG est une brasserie à Aying.

## Histoire

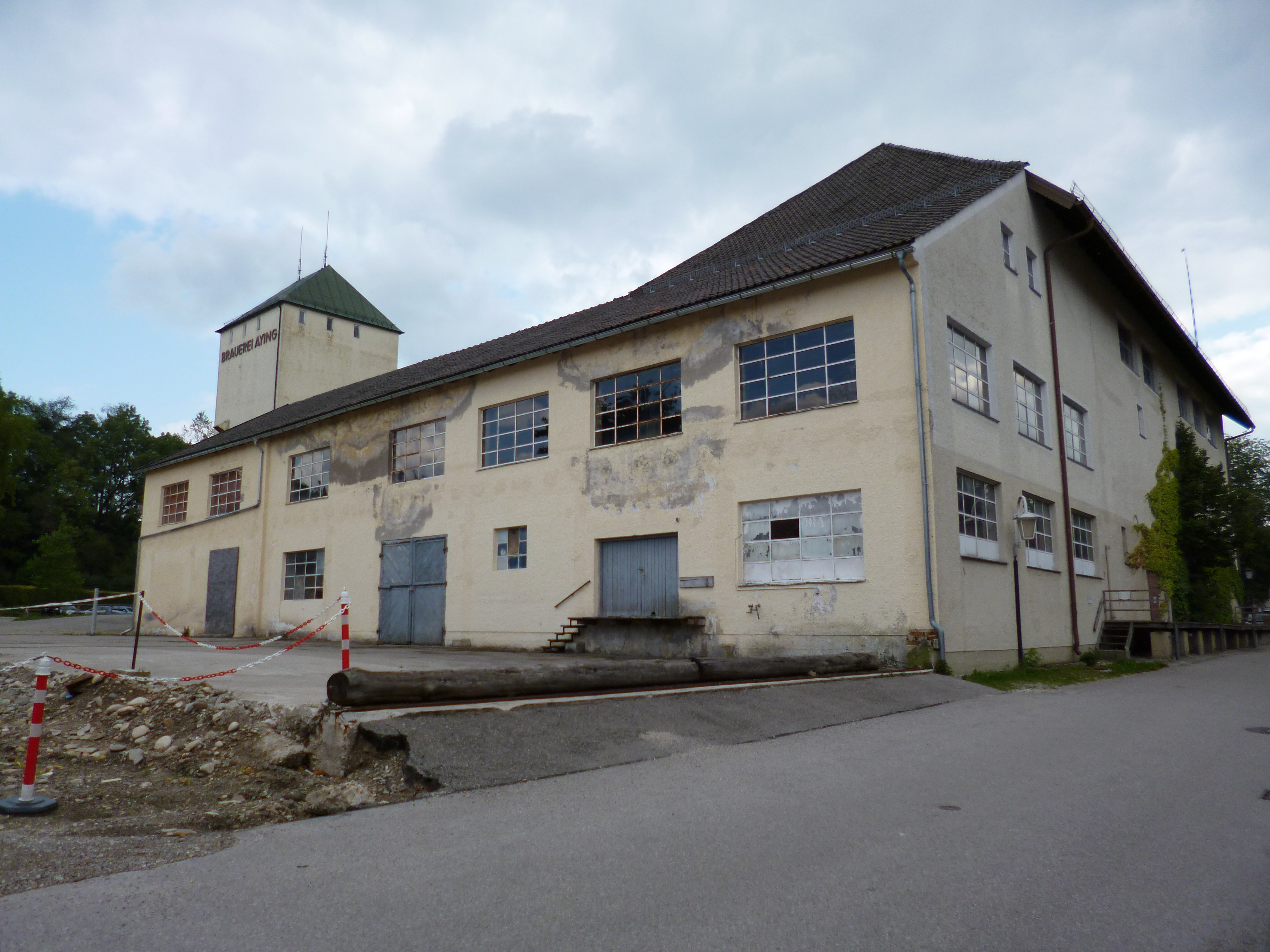
Ancien bâtiment

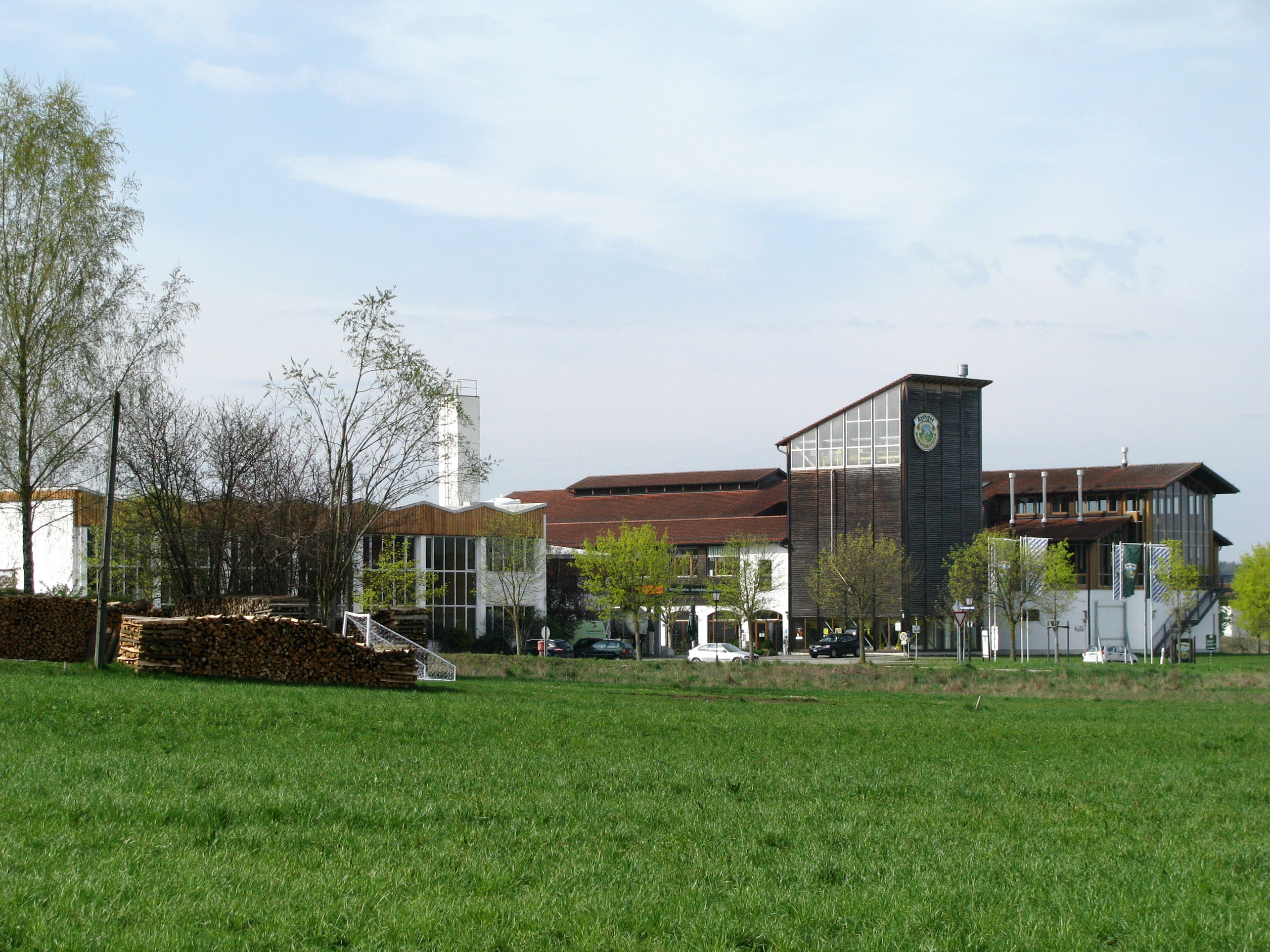
Nouveaux bâtiments

La brasserie est fondée par Johann Liebhard en 1878 et devient une entreprise familiale.
En 1999, une nouvelle installation ouvre à Münchner Straße. L'administration s'y installe en août 2008.

## Production
La brasserie produit 14 sortes de bières. En outre, une eau minérale provenant de la source et plusieurs boissons non alcoolisées sont vendues sous le nom de marque Frucade.